# Matosaari (ö i Norra Österbotten, Koillismaa, lat 66,28, long 29,36)
Matosaari är en ö i Finland. Den ligger i sjön Juumajärvi och i kommunen Kuusamo i den ekonomiska regionen  Koillismaa ekonomiska region  och landskapet Norra Österbotten, i den nordöstra delen av landet, 700 km norr om huvudstaden Helsingfors. Öns area är 0,2 hektar och dess största längd är 120 meter i sydöst-nordvästlig riktning.